# 御定駢字類編
《御定駢字類編》，簡稱《駢字類編》，是清代康熙年間開始編纂、至雍正四年（1726年）完成的一本辭書，凡二百四十卷。
《駢字類編》全書以單字為字頭，不列音訓，與《佩文韻府》有很大差別。《駢字類編》所收都是“骈语”，單字一千二百多個，典故有十多萬個。駢語即双音词或双音词组，把首字相同的词语排列在一起，即是齐首字。《佩文韻府》則為齊尾字。单字按“字义”分类，共分天地、时令、山水、居处、珍宝、数目、方隅、采邑、器物、草木、鸟兽、虫鱼、人事等十三门。有些门下又细分小类。但《駢字類編》按事物門類部居駢字，不便查詢索引。